# Epipremnum

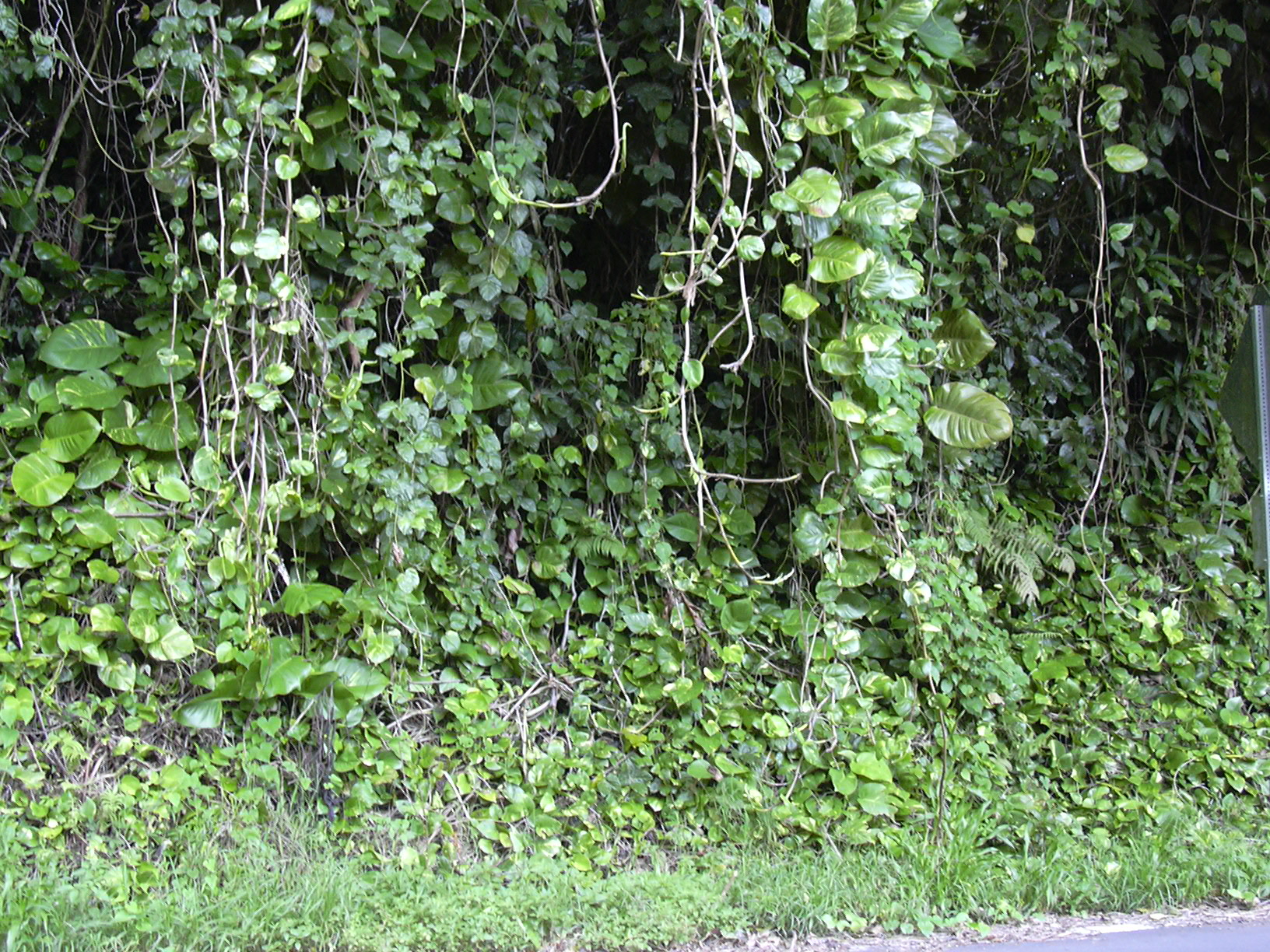
Epipremnum złociste na stanowisku naturalnym

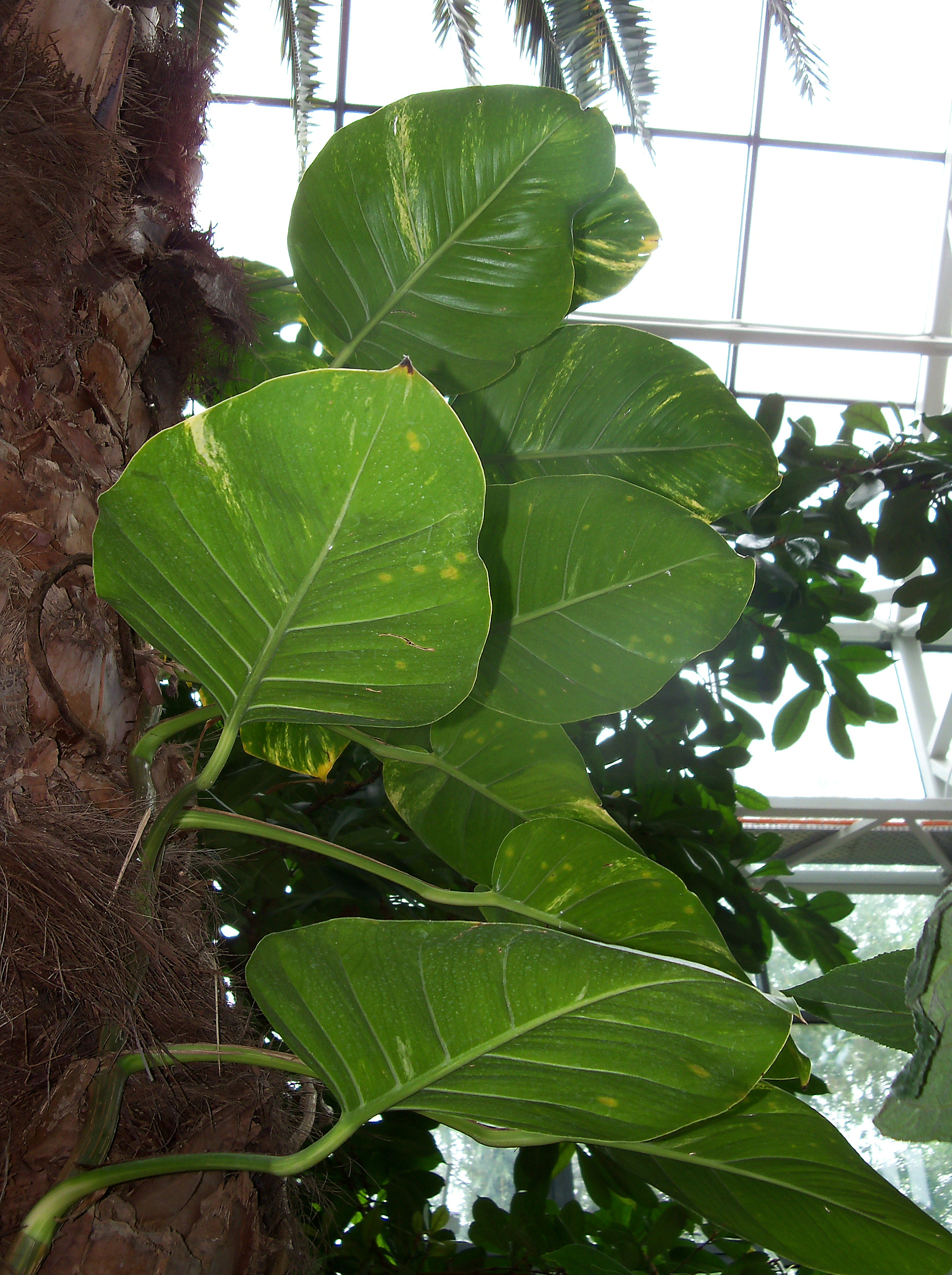
Epipremnum złociste

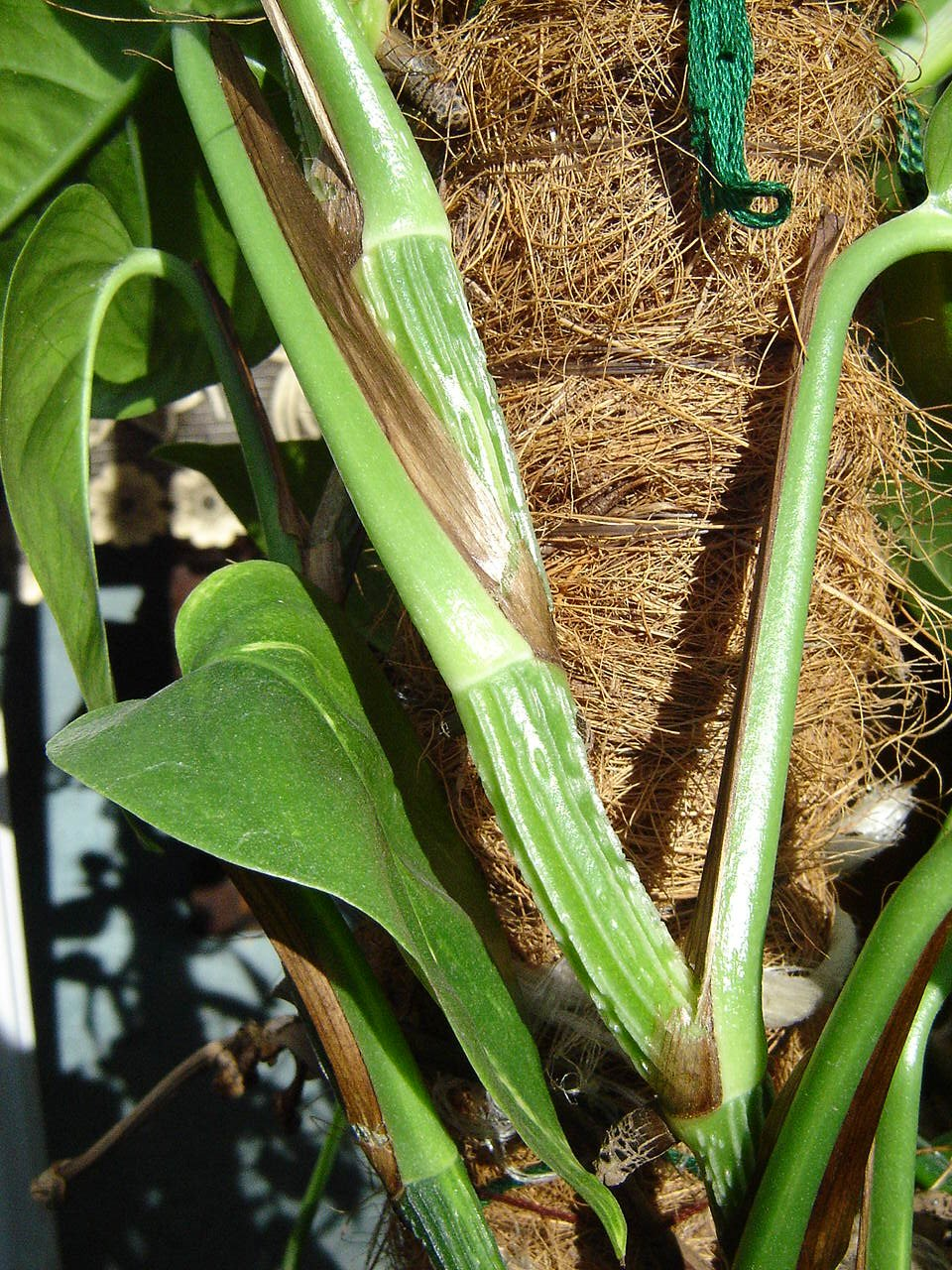
Charakterystyczny żeberkowany pęd Epipremnum aureum

Epipremnum (Epipremnum Schott) – rodzaj wiecznie zielonych roślin zielnych z rodziny obrazkowatych, obejmujący 15 gatunków pochodzących z tropikalnej i subtropikalnej Azji, Australii oraz wysp Pacyfiku. Gatunki epipremnum złociste i Epipremnum pinnatum zostały introdukowane również na innych kontynentach. Nazwa naukowa rodzaju pochodzi od greckich słów επί (epi – na) i πρέμνων (premnon – dół pnia drzewa). Epipremnum złociste jest jedną z najpopularniejszych pnących roślin pokojowych.

## Rozmieszczenie geograficzne
Rośliny z rodzaju epipremnum pochodzą z Chin, wschodniej Azji, subkontynentu indyjskiego, Indochin, Azji Południowo-Wschodniej, Papuazji, Australii oraz wysp Pacyfiku. Epipremnum złociste, występujące naturalnie jedynie na Moorea, wyspie wulkanicznej w archipelagu Wysp Towarzystwa, zostało introdukowane na całym świecie i występuje: w Afryce (Wybrzeże Kości Słoniowej, Kamerun, Kenia i Seszele), w Azji (południowe Chiny, archipelag Ogasawara, Sri Lanka, Tajlandia, Półwysep Malajski, Wyspy Salomona), w Australii (Queensland), na wyspach Oceanii (Fidżi, Sporady Środkowopolinezyjskie) i w Ameryce (Hawaje, Floryda, Kostaryka, Kuba, Portoryko, Surinam, Ekwador i Brazylia). Epipremnum pinnatum zostało introdukowane na Karaibach: w Portoryko i na Wyspach Nawietrznych oraz na Florydzie, gdzie zostało uznane za gatunek inwazyjny.

## Morfologia
PokrójSmukłe pnącza do gigantycznych lian, osiągających wysokość 20 metrów. Młode rośliny tworzą naziemne kolonie, rośliny dorosłe pną się po pniach drzew, rzadziej skałach.
ŁodygaU roślin dorosłych występuje monopodialna łodyga pnąca, cienka i giętka, gładka, szorstka lub pokryta wyraźnymi, podłużnymi, nieregularnymi, białawymi wyrostkami. Starsze łodygi są niemal zdrewniałe, skorkowaciałe lub pokryte jasnobrązową, papierową skórką.
KorzenieNa całej długości łodygi powstają przybyszowe korzenie powietrzne dwóch typów: korkowaciejące korzenie czepne oraz rzadziej występujące, drewniejące korzenie asymilacyjne.
LiścieU nasady pędów kwiatostanowych występują sztywne lub błoniaste katafile i profile, szybko wysychające i odpadające. Liście właściwe położone są na łodydze równomiernie, niekiedy gęściej w jej dolnej części i przy wierzchołku. Ogonki liściowe tworzą długie pochwy liściowe, o szybko wysychających brzegach, niekiedy całkowicie wysychające do postaci siateczki włókien lub całkowicie rozpadające się i pozostawiające bliznę liściową. Występują dwie formy liści: młodociane i dojrzałe, te drugie osiągają wielkość do 60 cm. Blaszki liściowe często asymetryczne, młodociane całobrzegie i sercowate, dojrzałe całobrzegie, lancetowate, eliptyczne i podłużno-eliptyczne lub pierzastodzielne do pierzastosiecznych, rzadko perforowane (Epipremnum pinnatum). Użyłkowanie pierwszorzędowe pierzaste, zbiegające się do żyłki marginalnej, drugo- i czasami trzeciorzędowe równoległo-pierzaste, dalsze siatkowate.
KwiatyRośliny tworzą od jednego do kilku kwiatostanów typu kolbiastego pseudancjum. Pierwszy kwiatostan otoczony jest przez liść właściwy i katafil, kolejne przez profil i katafil. Pędy kwiatostanowe cylindryczne do bocznie spłaszczonych. Pochwa kwiatostanu łódkokształtna, wyraźnie lub raczej słabo dziobiowato zakończona, w okresie kwitnienia lekko rozchylająca się lub płasko otwierająca się i odpadająca przed zakończeniem kwitnienia, brudnobiała, żółta lub zielonkawa. Kolba siedząca, rzadko osadzona na szypule, mniej więcej cylindryczna i zwężająca się ku wierzchołkowi. Kwiaty obupłciowe, pozbawione okwiatu, zbudowane z pojedynczej zalążni i 4 wolnych pręcików. Zalążnie niemal tetragonalno-pryzmatyczne, ścięte, jednokomorowe, przechodzące w masywną, pryzmatyczną szyjkę słupka zakończoną guziczkowatym lub podłużno-równowąskim znamieniem. W zalążni z parietalnego łożyska powstają zwykle 2, rzadziej 4 lub 6–8 (E. amplissimum) anatropowe zalążki. Niekiedy zalążnie u nasady i wierzchołka kolby są jałowe. Czasem u nasady pochwy występują wyłącznie kwiaty żeńskie. Nitki pręcików płaskie, równowąskie; główki pręcików krótsze od nitek, pylniki podłużno-eliptyczne, otwierające się przez podłużną szczelinę. Rośliny zakwitają zazwyczaj dopiero po wytworzeniu liści dojrzałych, wskutek tego w uprawie domowej przeważnie nie zakwitają.
OwoceJagody o wyraźnej pozostałości szyjki słupka, odpadającej po dojrzeniu. Nasiona nerkowate, o grubej i kruchej, gładkiej łupinie. Bielmo obfite.
Gatunki podobnePrzedstawiciele plemienia Monstereae, od których różnią się szczegółami budowy kwiatów. Szczególne podobieństwo występuje z przedstawicielami rodzaju rafidofora, od których epipremnum różnią się jedynie budową nasion.

## Biologia i ekologia
RozwójWieloletnie, wiecznie zielone hemiepifity, fanerofity, wysoko pnące się  po pniach drzew, rzadziej po skałach.
SiedliskoNiskie i średnie piętra lasów wiecznie zielonych.
Cechy fitochemiczneWszystkie tkanki epipremnum zawierają kryształki szczawianu wapnia oraz niezidentyfikowaną toksynę. Spożycie tych roślin wywołuje podrażenienie błon śluzowych układu pokarmowego oraz biegunkę. Kontakt soku tych roślin ze skórą i oczami powoduje ich silne podrażenienie. Istnieją doniesienia o występowaniu kontaktowego zapalenia skóry po kontakcie z liśćmi epipremnum złocistego.
Interakcje z innymi gatunkamiMłode liście i kwiatostany roślin z rodzaju epipremnum stanowią podstawowy składnik diety scynka nadrzewnego, gatunku endemicznego dla Wysp Salomona.
Liczba chromosomów 2n = 60 (56, 84).

## Systematyka
Pozycja rodzaju według Angiosperm Phylogeny Website (aktualizowany system APG IV z 2016)Należy do plemienia Monstereae, podrodziny Monsteroideae, rodziny obrazkowatych (Araceae), rzędu żabieńcowców (Alismatales) w kladzie jednoliściennych (ang. monocots).
Gatunki
- Epipremnum amplissimum (Schott) Engl.
- Epipremnum aureum (Linden & André) G.S.Bunting – epipremnum złociste, epipremnum złote
- Epipremnum carolinense Volkens
- Epipremnum ceramense (Engl. & K.Krause) Alderw.
- Epipremnum dahlii Engl.
- Epipremnum falcifolium Engl.
- Epipremnum giganteum (Roxb.) Schott
- Epipremnum meeboldii K.Krause
- Epipremnum moluccanum Schott
- Epipremnum moszkowskii K.Krause
- Epipremnum nobile (Schott) Engl.
- Epipremnum obtusum Engl. & K.Krause
- Epipremnum papuanum Alderw.
- Epipremnum pinnatum (L.) Engl.
- Epipremnum silvaticum Alderw.

## Zastosowanie

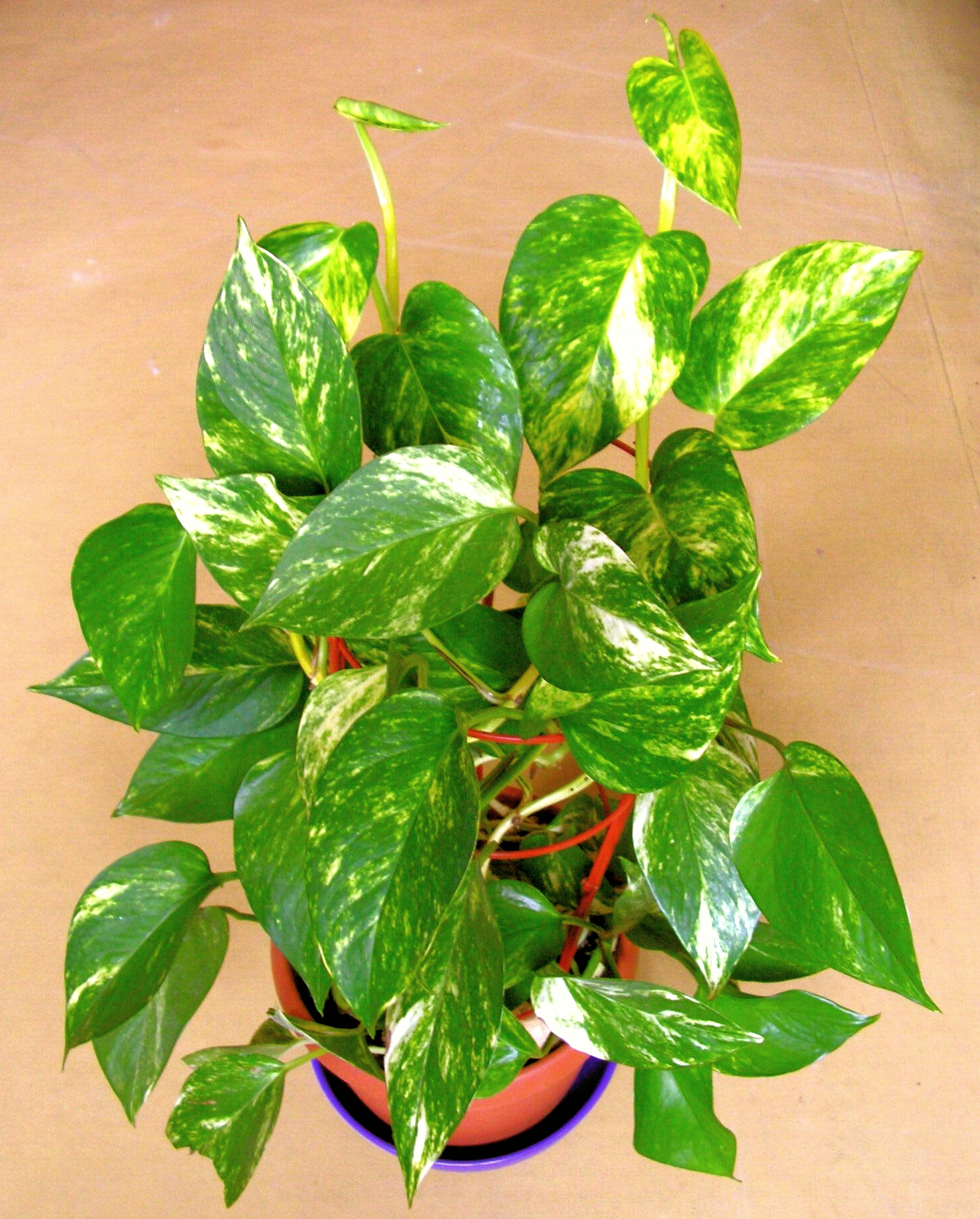
Epipremnum złociste

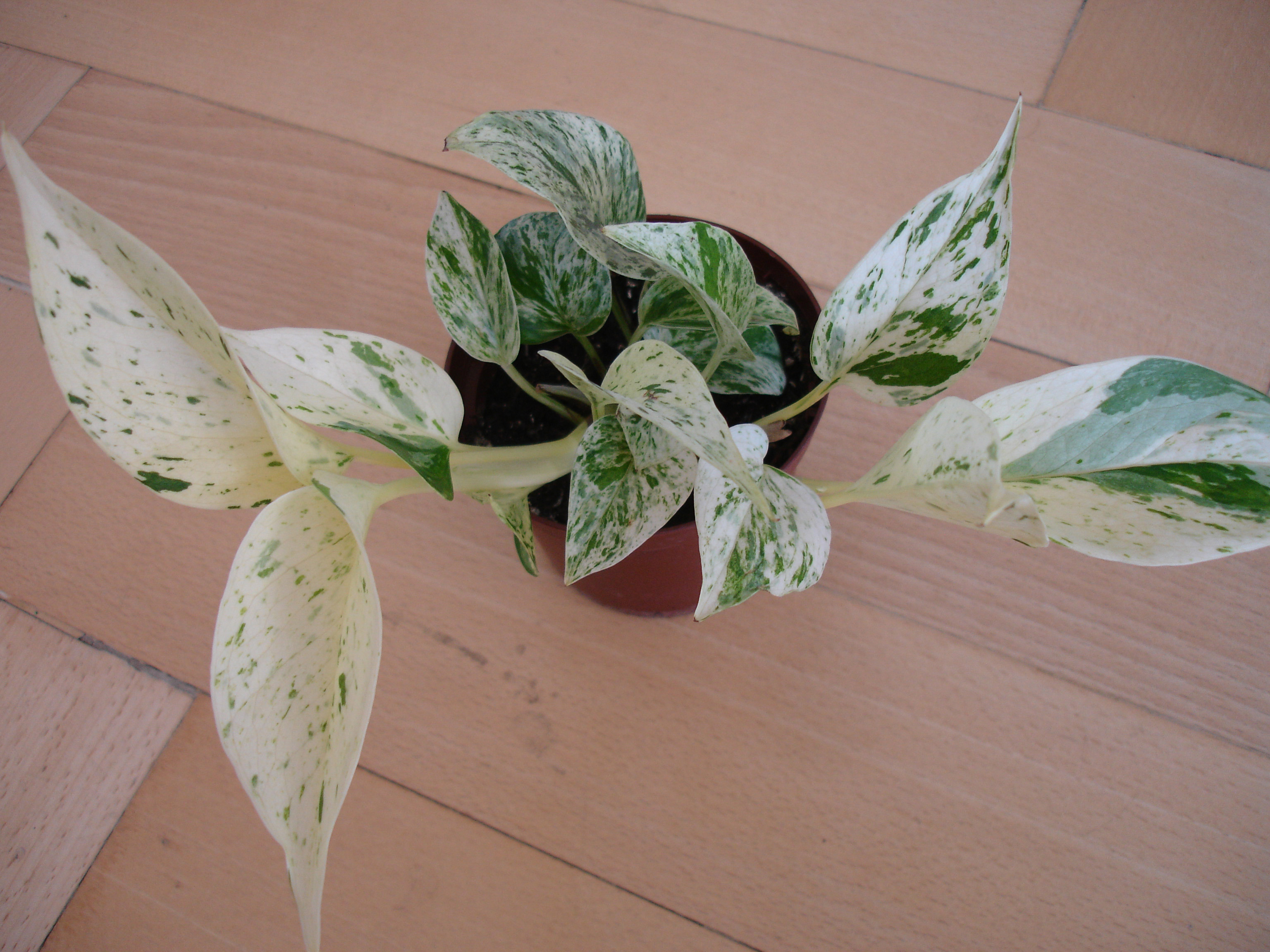
Epipremnum złociste kultywar 'Marble Queen'

Rośliny leczniczeSzczyty korzeni powietrznych Epipremnum pinnatum są spożywane przez kobiety w Vanuatu dla ułatwienia porodu. Badania przeprowadzone w 2010 roku wykazały, że części naziemne roślin tego gatunku wykazują silne działanie przeciwzapalne i przeciwbólowe oraz hamują peroksydację lipidów. W medycynie chińskiej epipremnum złociste (pashulong) stosowane jest w celu detoksykacji i usunięcia toksycznego ciepła, a także leczniczo w razie zapalenia ścięgien, w złamaniach, oparzeniach, wrzodach, ranach i zaczerwienieniach. Związki chemiczne zawarte w roślinach tego gatunku wykazują działanie cytotoksyczne przeciwko komórkom nowotworowym oraz stymulujące system immunologiczny. W weterynarii młode pędy epipremnum złocistego były podawane koniom w celu pozbycia się robaków jelitowych.
Rośliny ozdobneDo rodzaju epipremnum należy jedna z najpopularniejszych pnących roślin pokojowych, epipremnum złociste, pod koniec XX wieku zaliczana do rodzaju rafidofora (Rhaphidophora aurea – rafidofora złocista lub r. złota), a wcześniej scindapsus (Scindapsus aureus – scindapsus złocisty lub s. złoty). Obecnie nadal roślinę tę określa się potocznie nazwą scindapsus. Jest to jedna z najmniej wymagających roślin pokojowych, znajdująca zastosowanie jako pnącze okienne, okrywa ściany lub roślina płożąca. Jej cechą charakterystyczną są sercowate, lekko asymetryczne, całobrzegie, zielone i żółto nakrapiane liście, które w naturze osiągają długość 40 cm i są perforowane lub pierzastosieczne, jak u roślin z rodzaju monstera. Epipremnum złociste ma wysoką zdolność oczyszczania powietrza. W ciągu doby eliminuje 75% tlenku węgla i 67% formaldehydu.
Inne zastosowaniaPędy Epipremnum pinnatum służą do produkcji koszy wykorzystywanych w ceremoniach pogrzebowych w Tonga. Owoce i pochwy kwiatostanowe epipremnum złocistego były używane do przygotowywania trucizny do strzał.

## Uprawa
WymaganiaEpipremnum złociste wymaga stanowiska jasnego, chronionego przed bezpośrednim działaniem słońca. W całkowitym cieniu liście tej rośliny nie wybarwiają się, a pędy stają się wyciągnięte. Roślina ta dobrze rośnie również w świetle sztucznym. Optymalnym podłożem jest mieszanka ziemi liściowej, gnojowej, torfu i piasku w równych proporcjach. Epipremnum dobrze będzie rosło jednak nawet w samym torfie, pod warunkiem regularnego nawożenia.
PielęgnacjaW okresie wegetacji, od kwietnia do sierpnia, epipremnum należy dość obficie podlewać, dodatkowo nawożąc je raz w tygodniu nawozem wieloskładnikowym, oraz zapewnić roślinie wysoką wilgotność powietrza. Rośliny przesadza się wiosną do raczej płaskich doniczek. Od września do marca roślina ta przechodzi okres spoczynku. Zaleca się obniżenie w tym okresie temperatury do około 15 °C oraz ograniczenie podlewania.
RozmnażanieBardzo proste z sadzonek pędowych, ukorzeniających się nawet w wodzie. Ponieważ obcięcie wierzchołka pędu powoduje zahamowanie wzrostu, zaleca się przeznaczenie na sadzonki całej łodygi, którą należy pociąć na odcinki o długości około 4–5 cm, z przynajmniej jednym liściem. Sadzonki należy umieścić w podłożu z torfu i piasku lub torfu i perlitu. W temperaturze 24–26 °C ukorzeniają się po około miesiącu.
Choroby i szkodnikiW Polsce epipremnum złociste może być zaatakowane przez lęgniowce z gatunku Phytophthora capsici i Phytophora tropicalis, wywołujące nekrozy liści i łodyg, a także inne patogeny: gronowiec szary, wywołujący szarą pleśń, Rhizoctonia solani i grzyby z rodzaju Trichoderma. Rośliny te są też podatne na bakteryjną plamistość liści wywoływaną przez proteobakterię z gatunku Pseudomonas cichorii. Zbyt suche powietrze powoduje zwijanie się liści.